# كليمور
كلايمور (باليابانية: クレイモア، بالروماجي: Kureimoa)، سلسلة مانغا يابانية تصنف كفنتازيا مظلمة وهي من تأليف ورسوم نوهيرو ياغي السلسلة عرضت لأول مرة في مجلة ناو دنفكنت شونن جمب الشهرية. وحين تم توقف إصدار هذة المجلة في يناير 2007، انتقلت المانغا بشكل اضطراري لمجلة شونن جمب الأسبوعية. لاحقا أصدرت مجلة جمب سكوير في نوفمبر 2007 وانتقلت إليها مانغا كلايمور وأنتهت المانجا بشكل رسمي في أكتوبر 2014. الفصول الفردية نشرت في 15 مجلد تانكوبون بواسطة شوئيشا في ديسمبر 2008.
قامت استديوهات مادهاوس بتحويل الأحد عشر مجلد الأولى إلى سلسلة حلقات أنمي ذات 26 حلقة من إخراج هيرويوكي تاناكا، وعرضت لأول مرة في اليابان على قناة NTV في 3 أبريل 2007 واستمر عرضه حتى 25 سبتمبر 2007. وقد أُصدر قرص يحتوي على الموسيقى التصويرية للأنمي، وآخر يحتوي على أغاني شخصيات الأنمي، وذلك في 25 يوليو 2007 و27 سبتمبر 2007 على التوالي.
قصة الأنمي عن وحوش تسمى «يوما» تهاجم البشر وتلتهمهم، وفي المقابل قامت إحدى المنظمات - يرمز إليها في المسلسل باسم «المنظمة» - بتطوير كائنات تضاهي قوة اليوما ويمكنها قتلها أطلق عليها الناس اسم كلايمور، ولكن المنظمة لا تعتمد هذا الاسم. الكلايمور عبارة عن بشر دمجوا بلحم ودم يوما.
المانغا مصرح بعرضها باللغة الإنجليزية في أمريكا الشمالية بواسطة فيز ميديا، بينما الأنمي مصرح لعرضه هناك بواسطة فنميشن للترفيه التي أصدرت أول دي في دي للحلقات في عام 2008. وفي أستراليا ونيوزيلاند مرخص بعرض الأنمي بواسطة مادمان للترفيه.

## القصة
في العصور الوسطى ظهرت وحوش تأكل البشـر تدعى (يوما)، لم يستطع أحد من البشر التصدي لهذه الوحوش، لقوتها وسرعتها وكبر حجمها وتمكنها من أخذ شكل البشر، بعد فترة ظهرت منظمة يطلق عليها البشر لقب (كليمور) وهي مجموعة تستقبل طلبات لقتل اليوما، الشيء الغريب في هذه المنظمة أن جميع مقاتليها من الفتيات. ولكن ليس أي فتيات فهؤلاء الفتيات نصف بشر ونصف يوما وهن الوحيدات القادرات على القضاء على اليوما، ومعرفة اليوما في شكله البشري، قوتهن تفوق قوة الرجال وتعادل قوة اليوما، يطلق عليهن البشر اسم (الساحرات ذوات العينين الفضيتين) لأن لون عيونهن فضيه ولكن عند قتالهن لليوما تتحول إلى ذهبية.